# You Broke
You Broke è un singolo del rapper statunitense YG, pubblicato il 21 gennaio 2013 su etichetta Def Jam.

## Tracce
1. You Broke – 3:35